# Franz Schuch der Jüngere
Franz Schuch der Jüngere (* 1741; † 1771 in Königsberg, Preußen) war ein deutscher Schauspieler und Theaterdirektor. Mit seiner Frau Caroline Schuch machte er Königsberg i. Pr. zu einer bedeutenden Theaterstadt.

## Leben
Als Sohn von Franz Schuch d. Ä. spielte er in Berlin mit Caroline Steinberg, deren zweiter Ehemann er wurde. Er trat 1764 in die Rechte seines verstorbenen Vaters und übernahm das (1755 von Friedrich II. (Preußen) erteilte) Generalprivileg für die preußischen Länder und die Leitung der Schuch’schen Schauspielergesellschaft. Sie brachte er in kurzer Zeit zu Erfolg und Einkommen. 1765/66 konnte er einen Theaterbau in der Behrenstraße errichten. Dieses Haus teilte er sich mit Karl Theophil Döbbelin, Prinzipal einer eigenen Truppe. Indem er mit Döbbelin den Hanswurst abschaffte, löschte er die letzten Spuren der Stegreifkomödie in Norddeutschland.
Auf seinen auswärtigen Gastspielen kam er 1765 nach Danzig und Königsberg. Dort hatte Konrad Ernst Ackermann ein stehendes Theater aufgebaut und ein theaterfreudiges Publikum herangezogen. Die Schuchs blieben mit ihrer Truppe in Königsberg und bespielten auch regelmäßig Danzig. Als Schuch mit 30 Jahren gestorben war, führte Caroline Schuch die Schauspieltruppe bis zu ihrem Tod (1787). Die Schauspielprivilegien von Schlesien und Preußen erwarb Johann Christian Wäser mit der Wäserschen Gesellschaft